# Dan Maffei

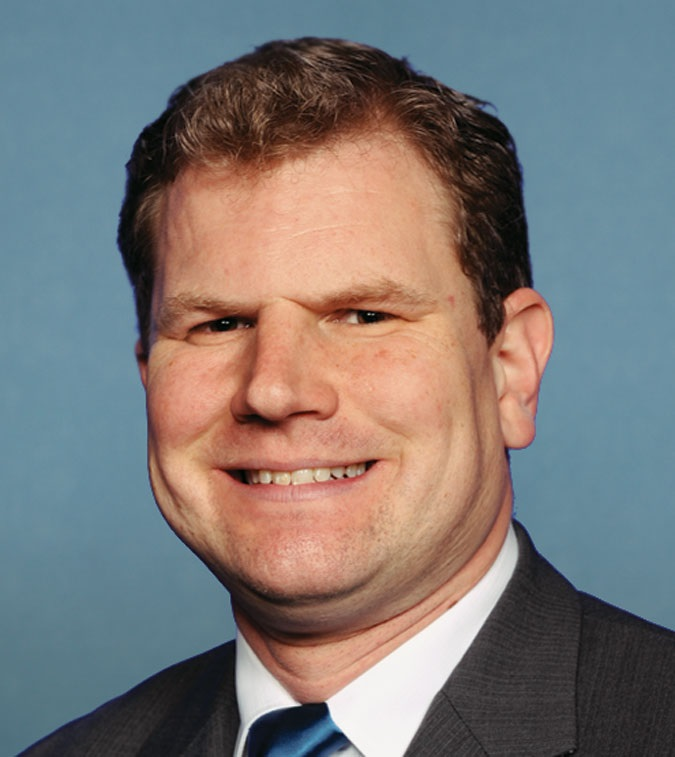
Dan Maffei

Daniel Benjamin „Dan“ Maffei (* 4. Juli 1968 in Syracuse, New York) ist ein US-amerikanischer Politiker der Demokratischen Partei. Von 2009 bis 2011 sowie zwischen 2013 und 2015 war er Mitglied des Repräsentantenhauses der Vereinigten Staaten für den Bundesstaat New York.

## Biografie
Seinen High-School-Abschluss machte der in Syracuse geborene Maffei 1986 an der Nottingham Senior High School. An der Brown University machte er 1990 seinen Bachelor of Arts, 1991 folgte der Master of Science an der Columbia University und 1995 schließlich der Master of Public Policy an der Harvard University. Nach seinem Abschluss an der Columbia University arbeitete er für 2 Jahre bei WSYR-TV, einem ABC-Ableger in Syracuse, als Reporter und Produzent. Vor seiner Wahl ins US-Repräsentantenhaus war er an der Syracuse University als Gastdozent sowie bei Pinnacle Capital Management (einem Finanzdienstleister) als Vizepräsident tätig.
Bei den Wahlen zum Repräsentantenhaus 2008 konnte er den Sitz des Republikaners James T. Walsh einnehmen. Walsh vertrat den 25. New Yorker Kongressdistrikt genau 20 Jahre. Maffei setzte sich mit 54,5 Prozent der Stimmen gegen Walsh durch. Er war zuletzt Mitglied im Committee on Financial Services und im Committee on the Judiciary. Die Republikanerin Ann Marie Buerkle konnte bei den Wahlen zum Repräsentantenhaus 2010 Maffei äußerst knapp mit 50,2 Prozent der Stimmen schlagen und vertrat von 2011 an den 25. Distrikt. Bei der Wahl 2012 trat er wieder gegen die Amtsinhaberin Buerkle an und konnte seinen Sitz mit etwa 49:43 Prozent der Stimmen zurückgewinnen. Vom 3. Januar 2013 bis zum 3. Januar 2015 konnte er aber nur eine weitere Amtsperiode absolvieren, da er bei den Wahlen des Jahres 2014 bereits wieder dem Republikaner John Katko unterlag.
Dan Maffei lebt mit seiner Frau Abby Davidson-Maffei in DeWitt und ist römisch-katholischen Glaubens.